# Landsat 4

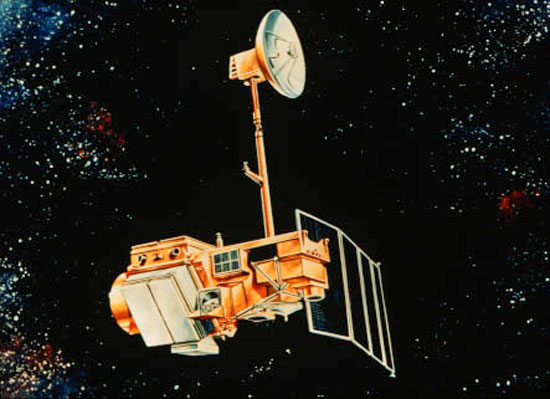
Landsat 4

Landsat 4 — четвертий супутник космічної програми «Landsat». Він був запущений 16 липня 1982 року, з основною метою — забезпечення глобального архіву супутникових зображень. Хоча програма «Landsat» знаходиться під юрисдикцією НАСА, дані Landsat 4 використовувались і Геологічною службою США. Робота Landsat 4 припинилася 14 грудня 1993 року, коли супутник втратив свою здатність передавати наукові дані. NASA продовжували відстежувати супутник, поки він не був списаний 15 червня 2001.